# Gabriel Island
Gabriel Island – niezamieszkana wyspa w Zatoce Frobishera, w Archipelagu Arktycznym, w regionie Qikiqtaaluk, na terytorium Nunavut, w Kanadzie. W pobliżu Gabriel Island położone są wyspy: Nouyarn Island, McLean Island i Chase Island.